# Generaldirektorat
Et generaldirektorat er en organisationsform indenfor offentlig forvaltning. 
Kendetegnende for et generaldirektorat i Danmark var, at den øverste leder af generaldirektoratet (generaldirektøren) ikke blot havde beføjelser som tilsvarende ledere af direktorater og nutidens styrelser, men tillige refererede direkte til resortministeren, hvilket indebar, at generaldirektøren havde en stilling tilsvarende en departementschef. I Danmark var Toldvæsenet, Teledanmark, Postvæsenet (senere Post Danmark) og De Danske Statsbaner organiseret som generaldirektorater. Generaldirektoraterne blev nedlagt i 1990'er (Toldvæsen og Teledanmark i 1990, DSB i 1993 og Post Danmark i 1995). 
Betegnelsen benyttes i dag også om EU's forvaltningafdelinger organer (ofte forkortet "GD") under EU-Kommissionen. Kommissionen består af 36 generaldirektorater og tjenesteafdelinger, og svarer i funktion omtrent til et ministeriums departement. Hvert GD ledes af en EU-kommissær. Tidligere blev generaldirektoraterne kun identificeret ved nummer, men fra og med Prodi-kommissionen har de fået navn efter deres ressortområde.